# Калиник Търновски
Калиник (на гръцки: Καλλίνικος) е гръцки духовник, митрополит на Вселенската патриаршия.

## Биография
Роден е на Миконос. На 1 октомври 1765 година е ръкоположен за презвитер от своя старейшина, митрополит Антим Месимврийски. На 2 октомври 1765 година е ръкоположен за митрополит на Смирна в църквата „Свети Димитрий Канавски“ в Цариград. Ръкоположението е извършено от митрополит Ананий Анхиалски, в съслужение с от митрополит Филарет Браилски и архиепископ Даниил Нишавски. На 24 януари 1770 година е избран за митрополит на Търново. На негови средства е построена училищната сграда на Светия манастир „Свети Лука Миконос“ в 1785 година.
Умира в Цариград на 17 декември 1791 година.